# The Story So Far (álbum)
The Story So Far es el nombre del tercer álbum musical de la drag queen, cantante y actor, Divine. Fue el LP más exitoso contando ambos lados y se llevó a cabo con la producción de Mike Stock, Matt Atiken y Pete Waterman (también conocido como Stock Aitken Waterman) y Boddy Orlando, quien compuso la mayoría de sus canciones. El álbum fue lanzado en 1984, ya que contiene canciones de 1982, 1983 y 1984. Fue reconocido como un verdadero éxito, en especial para aquellos amantes de la música disco y el Hi-NRG. La idea del nuevo lanzamiento fue gracias a la discográfica alemana, Bellaphon Records.

## Lista de canciones
1. "I'm So Beautiful" - 7:51
2. "Native Love (Step by Step)" - 3:36
3. "You Think You're A Man" - 8:07
4. "Shake It Up" - 3:18
5. "Shoot Your Shot" - 6:24
6. "Love Reaction" - 5:32
7. "Jungle Jezebel" - 4:42
8. "Alphabet Rap" - 5:47